# Lespesia cuculliae
Lespesia cuculliae là một loài ruồi trong họ Tachinidae.